# タカナ
タカナ（高菜、大芥菜、学名: Brassica juncea var. integrifolia）とはアブラナ科アブラナ属の越年草で、カラシナの変種。葉が大きく、20 - 60センチメートル (cm) ほどの草丈に成長する。冬が旬の中国野菜で、近縁の野菜としてザーサイ、カツオナなどが知られる。原産地は中央アジア。平安時代の『和名抄』に「タカナ」の記述が見られ、この頃には既に日本に伝来していたとみられる。本格的な導入は明治時代で中国から奈良県農事試験場（奈良農試）に種子が入り、その後は特に福岡県瀬高町（元、みやま市瀬高町）、和歌山県新宮市、山形県内陸部の3ケ所で栽培されるようになった。このうち山形県では青菜（セイサイ）と呼ばれている。
品種や栽培方法によって変化するが、葉や茎は柔らかく辛味がある。辛みの成分はマスタードなどと同じイソチオシアン酸アリル。主に漬け物の高菜漬けとして食用される。野沢菜、広島菜と共に日本三大漬け菜に数えられる。

## 栽培
晩夏にポットで育苗、または畑に直まきで栽培する。いずれも、初秋に播種し、晩秋から冬の間に収穫する。連作障害を受けやすく、輪作年限は1年とされる。
あらかじめ堆肥など元肥をすき込んだ畑に平畝を作り、畝の中央に約2 cm間隔で種を筋まきする。まだ暖かい時期に種まきをするため、アブラムシなどがつかないように種まき後は寒冷紗をかけるとよいといわれる。本葉が2、3枚出たころ最初の間引きを行って、株間10 cmにする。その後、本葉5 - 6枚でさらに間引きを行って、株間を35 cmにする。約2週間が経過して本葉が7 - 8枚になるころ、株間にぼかし肥や鶏糞などの追肥を行う。収穫期は12月ごろからで、株元から切り取って収穫する。年を越して大きくなった株は、大きな葉を掻き取って収穫してもよい。収穫をはじめる時期にトンネル掛けをすると防寒になり、春まで収穫できる。春に薹（とう）立ちした部分も、ナバナとして食べられる。

## 食用
葉を食用にし、食材としての旬は冬場の12月 - 3月ごろである。葉が肉厚でツヤと張りがあり、茎が太くしっかりしているものが市場価値の高い良品とされる。生産地では、下茹でして炒め物などに日常的に使われている。中でもよく知られているのは、漬物にして発酵させた高菜漬けで、九州の阿蘇地方の名産となっている。高菜漬けには伝統的な古漬けがあるほか、塩分を控えて調味液につけた新高菜もある。和歌山県では、高菜漬けの葉で握り飯を包んだ「めはりずし」も名物として知られる。
タカナの葉は、カラシナと同様な辛味が少しあり、食欲増進効果がある。栄養的にβ-カロテン、カルシウム、葉酸が多く含まれる。
保存するときは、湿らせたキッチンペーパーなどに包んで、ポリ袋にいれて冷蔵保存する。

### 高菜漬

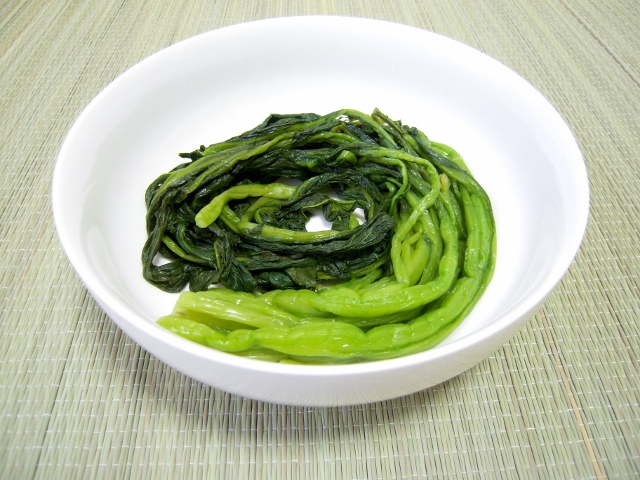
高菜漬け

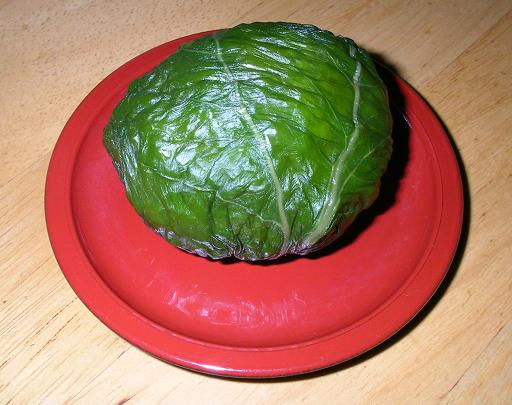
高菜漬けで巻いた握り飯「めはりずし」

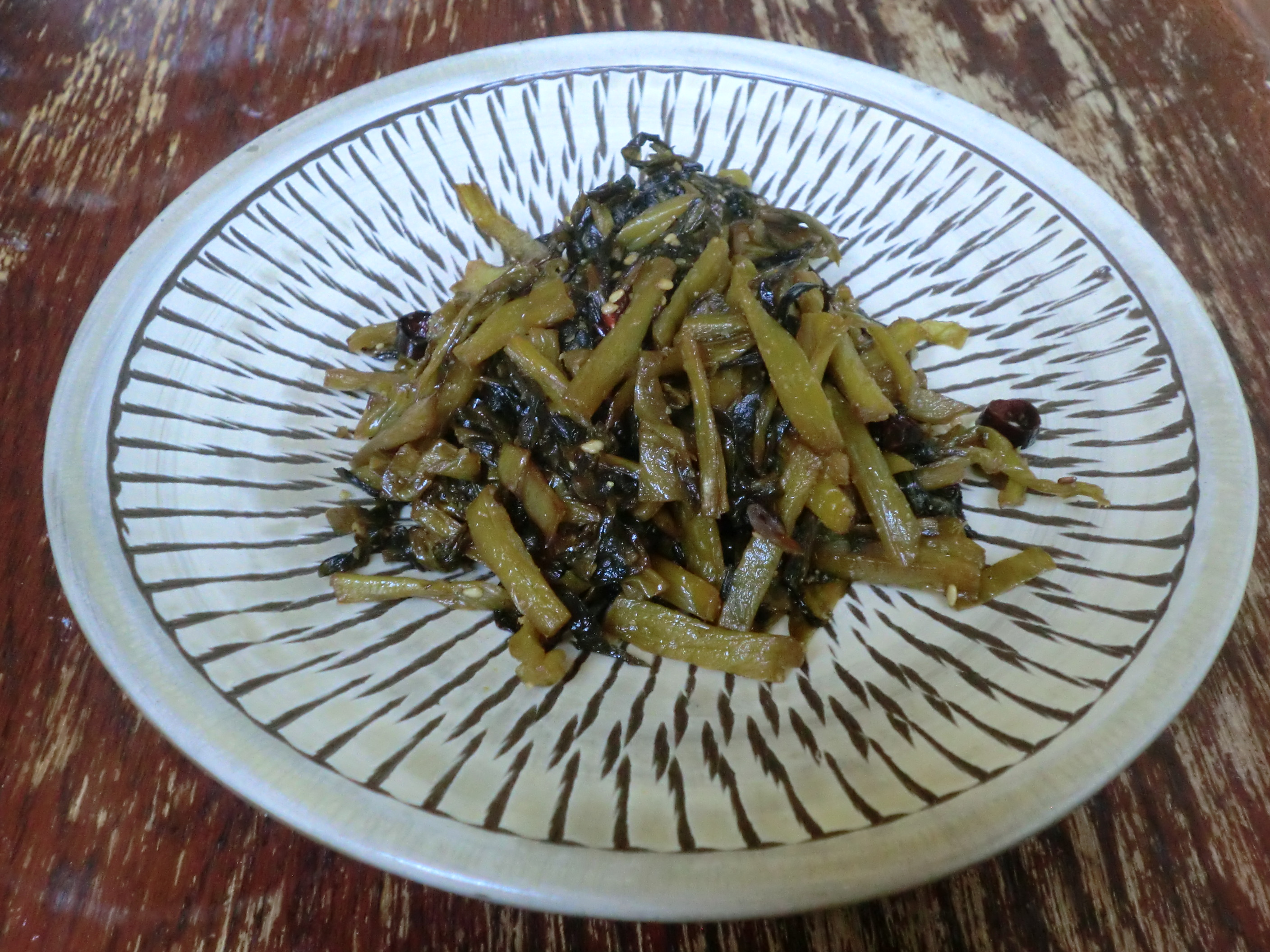
高菜の油炒め。九州でよく食べられる。

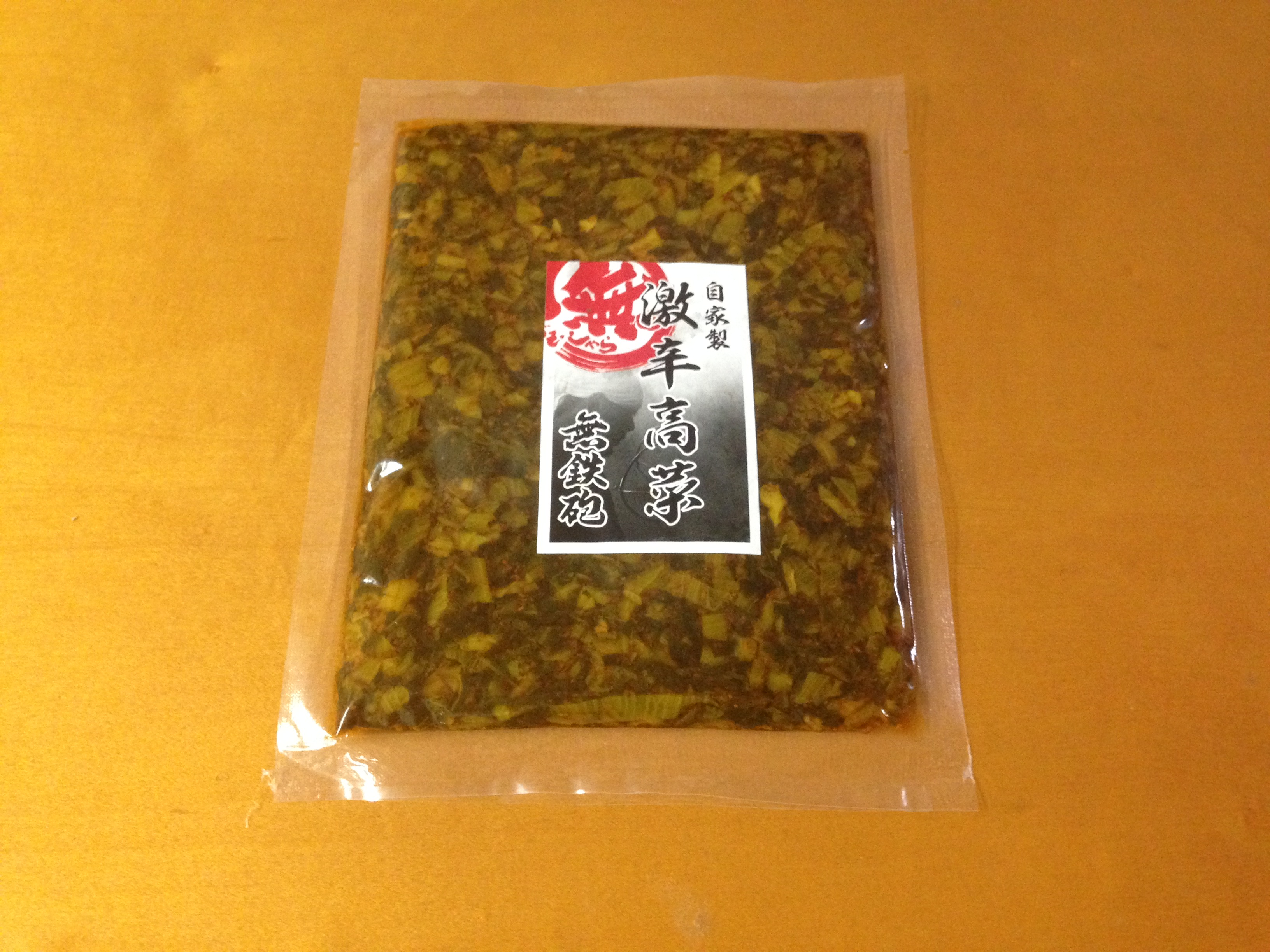
高菜漬けの販売用パック

タカナの美しい緑色を保つために袋詰めして冷凍加工している新高菜漬と、熟成中に乳酸発酵するべっ甲色で特有の香りのある古高菜漬に分けられる。新高菜漬はアリル辛子油を主体にしているのに対し、古高菜漬はフェノール類を主体にしており特有の香りがある。古高菜漬には製品化に際して流水による脱塩時間が長く低塩（4%程度）で古漬臭も低いものと、流水による脱塩時間が短く高塩（7%程度）で古漬臭の強いものがある。
細かく刻んだ状態の刻み高菜で売られていることも多く、昆布と混ぜた高菜昆布や胡麻と混ぜたゴマ高菜などがある。高菜漬を利用した料理には次のようなものがある。
- 高菜炒め
- 高菜チャーハン
- 高菜めし

和歌山県新宮市などでは高菜漬を刻まずに葉を広げておにぎりを包んだめはりずしも知られ、新高菜漬が使われるようになっている。めはりずしは新宮駅の名物駅弁であった（2013年終売）。
福岡県瀬高町は三池高菜の産地で主に古高菜漬が作られている。
高菜漬を鶏の水炊きに刻み入れ、煮込んだ鍋もある。高菜漬の酸味が強く出るため、ポン酢などにつけなくとも美味しく食べられる。唐辛子を加えて同様に漬け込んだ辛子高菜も福岡県や熊本県の名産品として人気がある。また明太子を加えて漬け込んだ明太高菜は、博多（福岡市）の名産品として知られる。
福岡県、熊本県で豚骨ラーメンを提供する店は、お好みでラーメンにトッピングできる唐辛子を利かせた油いための高菜漬を用意している店も多い。
山形県では高菜の一種である青菜（セイサイ、山形青菜）を漬けた青菜漬（せいさいづけ）が代表的な漬物となっている。
なお、久住高菜や阿蘇高菜などを利用した漬物はカラシナの一族として「カラシ菜漬」に分類されることがある。

### 漬物以外の食べ方
高菜漬ではない食べ方もある。和歌山県太地町ではイルカのすき焼きに、高菜をそのまま煮ることもある。高菜で鯨類の臭みを抑えるためとされる。炒め物、汁物などにも利用できる。

## 品種
タカナは切り込みが少ない大きな葉が特徴である。品種のよっては、ダイコンのような細めの葉のものや、葉に赤味を帯びるもの、根元にこぶができるもの、葉が縮れるものなどがある。

### 山形青菜
山形県村山地方を中心に栽培されている。葉は大きく幅広で、一株が500グラム、丈が70～80センチとなる大型の品種。9月上旬に播種し、10月中旬～12月上旬に収穫する。
1908年に奈良県から種子を導入し農事試験場で試作。従来山形県内で漬け菜としていた体菜、山東菜、芭蕉菜（仙台芭蕉菜）などよりも品質が優れていることがわかり、栽培が始まった。大正初期から採種できるようになり、昭和に入ると栽培地域が村山地域から県内一円に広がった。県では独自に改良した品種特性を保持するため、かつては他品種との交雑を避けるため、山形県唯一の有人離島である酒田市の飛島の専用畑で採種していた。
収穫後、霜が降りないようにしながら数日天日干しし、塩で漬け、その後本漬けとして「青菜漬」に加工する。葉の部分を中心に「おみ漬け」の材料としても利用される。

### 三池高菜
主に福岡県の筑後地方南部で栽培されている品種。同県大牟田市の三池山で栽培されていたことからこの名がある。紫色の入った大きな葉と厚い葉脈が特徴で、その高さは1メートルにも達することがある。種は秋まきで、春に収穫する。
柳川藩主であった立花氏が明治時代になって柳川市三橋町に創設した「旧立花家農事試験場」で改良された品種で、中国の四川青菜と在来種の紫高菜を掛け合わせたものである。
大牟田市が発祥といわれる高菜の油炒めは三池炭鉱の労働者たちに愛され、現在でも地元で愛されている。

### 雲仙こぶ高菜
長崎県雲仙市吾妻町で栽培されている伝統品種。単に「こぶ高菜」ともよばれる。葉は広い楕円形で、半結球する茎の根元にこぶのような小さな突起があるのが特徴。特にこのこぶの部分がおいしいとされている。漬物や炒め物などに使われ、苦みが少ないことからサラダなどにして生食する事も可能である。
1947年ごろ、中国から引き揚げてきた同市出身の種苗店経営者・峰眞直が種を持ち帰り栽培を始めたのが始まりで、改良と選抜をして「雲仙こぶ高菜」として知られるようになった。いったんは雲仙から全国に広まったものの、三池高菜におされたことや、元々収穫量が少ないために次第に作られなくなっていった。しかし、地元の野菜を復活させようと2002年に地元の生産者や行政などで作る「雲仙こぶ高菜再生プロジェクトチーム」が結成され、現在は10軒ほどの農家が栽培している。耐寒性は強く、秋まきで栽培して冬期の12 - 2月ごろまで収穫できる。
また、雲仙こぶ高菜はイタリアの「スローフード協会国際本部」が最も希少価値が高い食材に贈っている「プレシディオ」（食の砦）の認定を日本の食材では初めて受けている。

### 阿蘇高菜
熊本県の阿蘇地方で栽培されている高菜である。平地の高菜に比べると小さめで、しんなりしにくいため漬物作りに向いているという。収穫期は3月中旬から下旬の間で、機械を使わずに一本ずつ手で収穫する。その際に茎を手折って収穫する事から、阿蘇では収穫作業を「高菜折り」と呼ぶ。
阿蘇の高菜漬けには弱めの塩分で数日間漬けた「新漬け」と強めの塩分で1年ほどつけた「古漬け」があり、新漬けは香りを生かしてご飯のお供などに、古漬けはご飯のお供のほか、油炒めや高菜めしなどの料理に利用される。
減反政策の影響で余った農地で高菜を作り、高菜漬けを積極的に売り込んだことがきっかけで近年では「阿蘇の味」として定着し、現在では高菜漬けは海外にも出荷されている。

### その他
かつお菜（博多かつお菜）
福岡県博多地方で栽培されているタカナの在来品種。葉が大きく肉厚で光沢があり、ちりめん状に縮れてしわがある。風味がよく、やわらかく煮ると旨味が出て、かつお節の代わりになるといわれることから命名された。また、縁起物として「勝男菜」と書くという説もある。秋まきで栽培し、冬から春にかけて間引きながら収穫できる。汁物から煮物、鍋物、お浸しに向いていて、博多地方の雑煮に欠かせない食材となっている。
芭蕉菜（南部芭蕉菜）
岩手県旧江刺市地域で栽培されている品種で、山形青菜と同系統。通常40～50センチで収穫するが、栽培の仕方では80センチ以上となる。宮城県を中心に東北地方で栽培されるナタネ類の仙台芭蕉菜と区別して「南部芭蕉菜」とも呼ばれる。
赤大葉高菜
葉は幅広で縮れており、アントシアニンを含んでいるため赤紫色を帯びる品種。
大葉高菜
高菜の中でも最も大きな品種。葉は切れ込みが少なく、かたくて肉厚である。生食には向いてないため、お浸しや漬物にする。